# Pandinus
Pandinus es un género de escorpiones conocidos como escorpiones emperadores o escorpiones negros africanos. Se distribuyen en África y la península arábiga. Incluye algunos de los escorpiones más grandes del mundo, con una longitud que supera los 20 cm.

## Características y hábitat

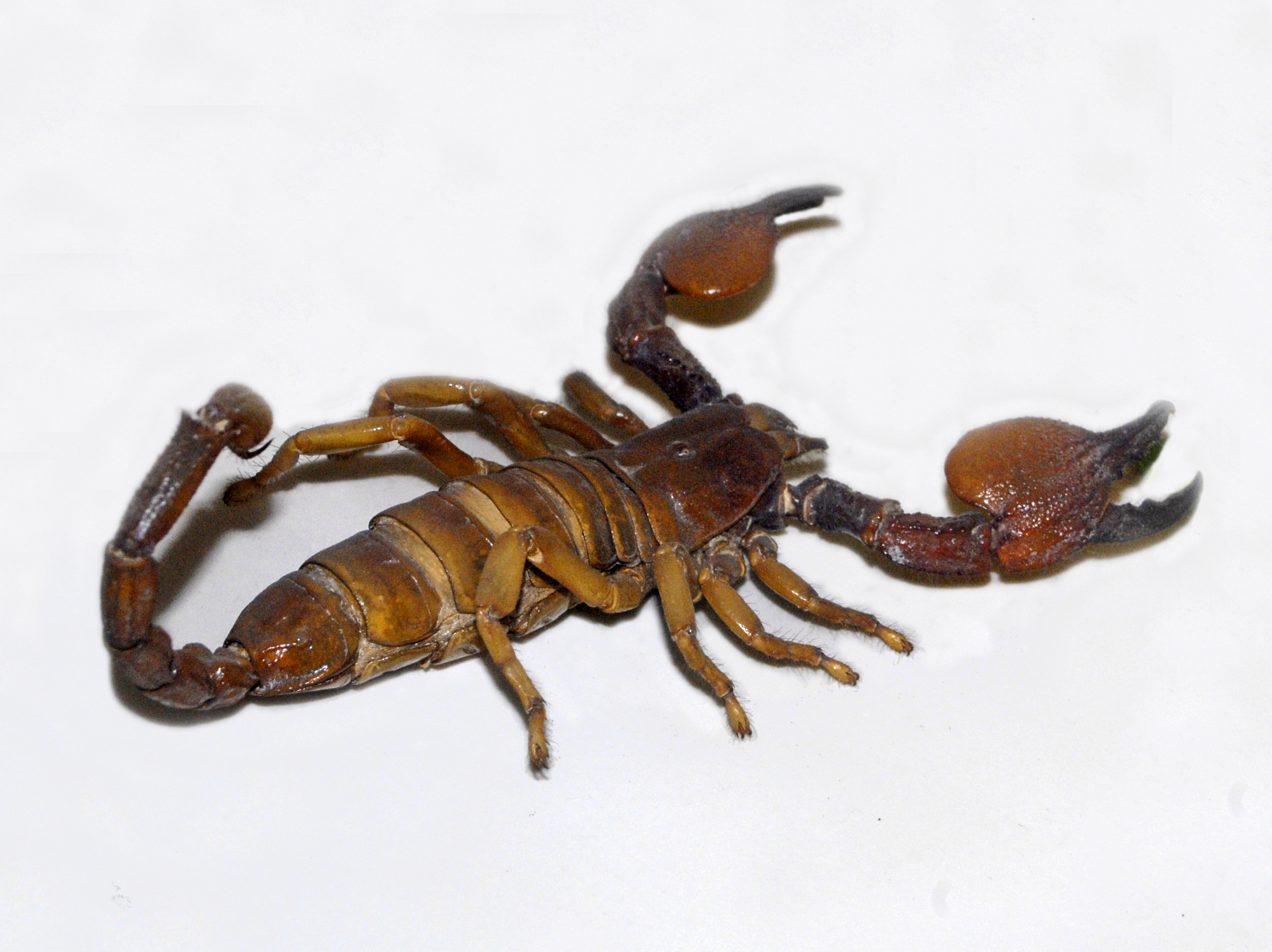
Pandinus magrettii.

Los escorpiones emperadores se localizan tanto en desiertos como en selvas tropicales de África y la península arábiga. Miden aproximadamente entre 8 y 21 cm. Suelen ser de color negro, marrón, verde o gris.
Se entierran bajo el suelo o rocas donde acechan a su presa; se alimentan de insectos como (cucarachas, escarabajos, saltamontes, grillos), arañas areneras, lombrices e incluso pequeños ratones y lagartijas. Se estima que estos escorpiones pueden vivir más dos años sin comer o tomar agua.

## Comportamiento y veneno
Son tranquilos, solo atacaran cuando se sientan amenazados o cuando detecten una presa en movimiento. El veneno de Pandinus se compone por dos partes, una para poder paralizar a las presas de las que se alimentan y la otra contra los animales vertebrados como defensa. Su veneno  no es peligroso para el ser humano, pero puede causar alergias; puede tratarse con un suero anti-veneno. 

## Especies
Se reconocen 21 especies:

### SubgéneroPandinusThorell, 1876
- Pandinus imperator (C. L. Koch, 1841)
- Pandinus gambiensis Pocock, 1899
- Pandinus philippsii (Pocock, 1896)
- Pandinus smithi (Pocock, 1899)
- Pandinus trailini (F.Kovařík, 2013)
- Pandinus mazuchi (F.Kovařík, 2011)

### SubgéneroPandinurusFet, 1997
- Pandinus arabicus (Kraepelin, 1894)
- Pandinus exitialis (Pocock, 1888)
- Pandinus gregoryi (Pocock, 1896)
- Pandinus magrettii Borelli, 1901
- Pandinus meidensis Karsch, 1879
- Pandinus pallidus (Kraepelin, 1894)
- Pandinus percivali Pocock, 1902
- Pandinus viatoris (Pocock, 1890)

### SubgéneroPandinopsisVachon, 1974
- Pandinus dictator (Pocock, 1888)

### SubgéneroPandinoidesFet, 1997
- Pandinus cavimanus (Pocock, 1888)
- Pandinus platycheles Werner, 1916

### SubgéneroPandinopsBirula, 1913
- Pandinus bellicosus (L. Koch, 1875)
- Pandinus colei (Pocock, 1896)
- Pandinus eritreaensis Kovařík, 2003
- Pandinus hawkeri Pocock, 1900
- Pandinus peeli Pocock, 1900
- Pandinus pococki Kovařík, 2000

### Especies dudosas
Pandinus boschisi Caporiacco, 1937, se conoce un solo espécimen de Somalia, es considerado nomen dubium.

## Especies extintas
La especie extinta, Pandinus boshisi, fue descubierta en 1937 por Caporriaco.